# Rodolfo Chiari
Rodolfo Chiari Robles (ur. 15 listopada 1869, zm. 16 sierpnia 1937), panamski polityk, przywódca Partii Liberalnej, minister spraw wewnętrznych i sprawiedliwości, pierwszy wiceprezydent Panamy od 1912 do 1916 i od 1920 do 1924, prezydent kraju od 1 października 1924 do 1 października 1928.
W 1925 wybuchły w Panamie rozruchy, które Chiari stłumił dzięki pomocy armii amerykańskiej. Jego syn Roberto Francisco Chiari Remón sprawował urząd prezydenta Panamy od 1960 do 1964.